# 布鲁斯·鲍顿
布鲁斯·鲍顿（Bruce Broughton，1945年3月8日—），美国作曲家，曾十次获得艾美奖。他主要为电视、电影、电子游戏制作配乐，也会创作些交响乐。当前，鲍顿在加州大学洛杉矶分校执教，担任作曲教授。